# Gouvernement Manuel García Prieto (3)
Royaume d'Espagne
Dato II Maura III
Le troisième gouvernement Manuel García Prieto est le gouvernement du royaume d'Espagne, en fonction le 2 novembre 1917 au 22 mars 1918.